# Andrzej Duda
Andrzej Sebastian Duda (pronunție poloneză: [ˈandʐɛj ˈduda] ⓘ; n. 16 mai 1972, Cracovia, Polonia) este un politician polonez populist și conservator. Din 2015 până în 2025 a fost președinte al Poloniei.
Din 2006 până în 2007 a fost membru al guvernului Kaczyński⁠(en)[traduceți], ca viceministru al Justiției. La alegerile pentru Parlamentul European din 2014 a fost ales eurodeputat. La sfârșitul aceluiași an a fost desemnat candidat al partidului conservator Dreptate și Justiție (PiS) la alegerile prezidențiale din 2015. În al doilea tur de scrutin a obținut victoria, în fața președintelui aflat atunci în funcție, Bronisław Komorowski.
A preluat funcția de președinte al Republicii Polone la 6 august 2015.

## Tinerețea și formarea
În timp ce frecventa Liceul Jan III Sobieski din Cracovia, Andrzej Duda a fost cercetaș, în cadrul mai marii Mișcări pentru Cercetășie din Polonia⁠(en)[traduceți], între 1984 și 1990. În 1994 s-a căsătorit cu Agata Kornhauser⁠(en)[traduceți], fiică a poetului Julian Kornhauser⁠(en)[traduceți]. Din această căsnicie a rezultat o fiică, Kinga, născută în 1995. Doi ani mai târziu, în 1996, a obținut diploma Facultății de Drept și de Administrație a Universității Jagiellone din Cracovia, apoi a fost integrat, un an mai târziu, în departamentul de procedură administrativă al aceleiași universități.

## Președinte al Republicii Polone

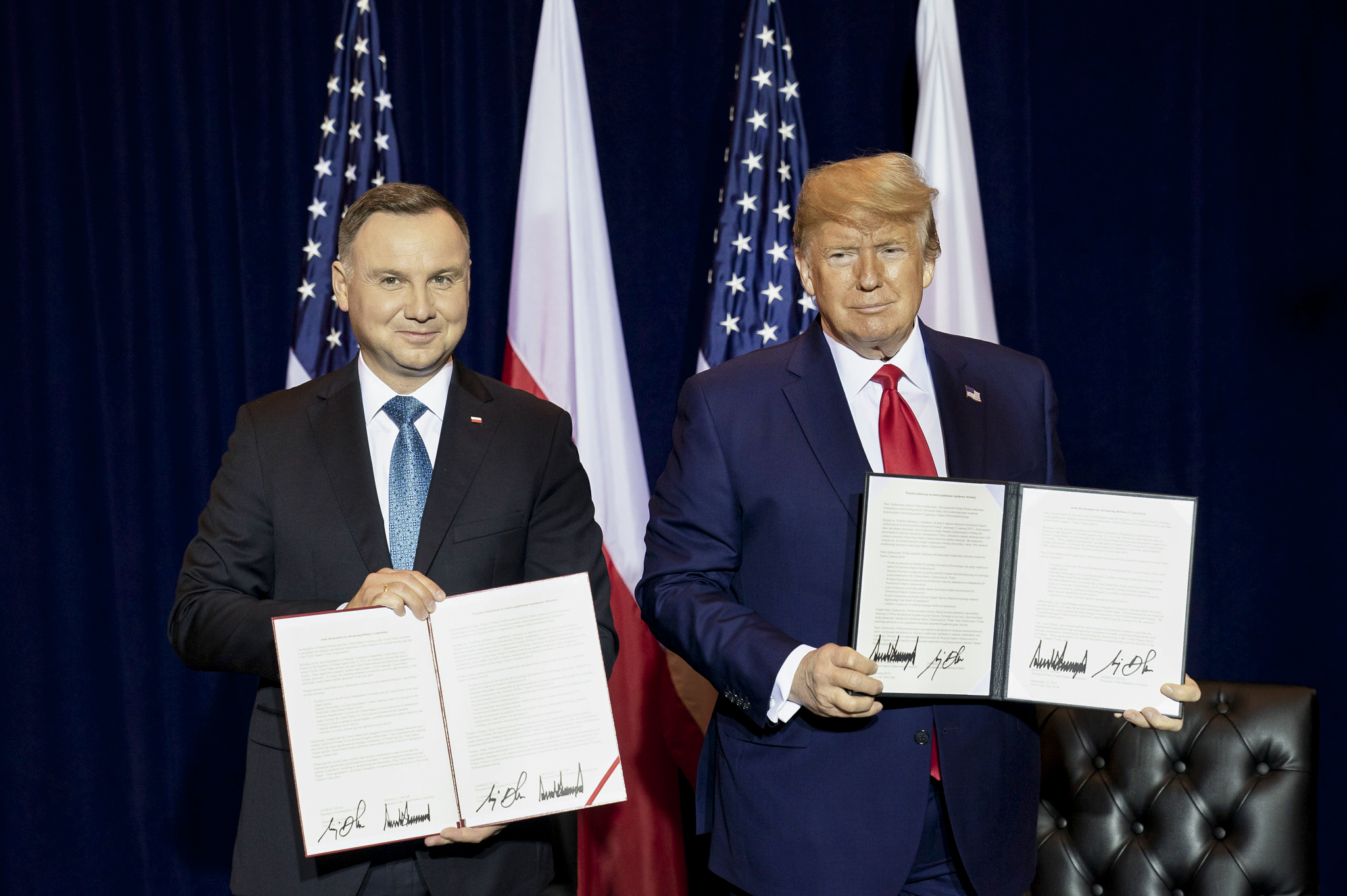
Președintele Donald J. Trump participă la o ceremonie de semnare cu președintele polonez Andrzej Duda luni, 23 septembrie 2019, la InterContinental New York Barclay în New York City. (Fotografia oficială a Casei Albe de Joyce N. Boghosian)

Andrzej Duda a devenit, după depunerea jurământului la data de 6 august 2015, în fața Adunării Naționale, al 10-lea președinte al Poloniei și al șaselea președinte al celei de-a III-a Republici. La 43 de ani, este cel mai tânăr șef de stat polonez de la instaurarea acestui regim.
Reputat eurosceptic, cum este și PiS, pe care l-a părăsit înainte de preluarea funcțiilor de președinte, în discursul inaugural, a chemat la „îngrijirea coeziunii Uniunii Europene” », cerând, în același timp, ca mai cu seamă „interesele” țării să fie luate în considerare. De asemenea, a subliniat, în discursul inaugural, „nevoia de garanții suplimentare” ale OTAN / NATO față de Polonia, dar și față de Europa Centrală și de Est, ținând cont de „situația geopolitică dificilă”, aici făcând referire la situația din Ucraina, țară vecină Poloniei.
Investitura sa a marcat și începutul unei noi coabitări între partidul din care provine, Dreptate și Justiție (PiS), și partidul Platforma Civică a președintei Consiliului de Miniștri Ewa Kopacz.
La 5 februarie 2025 a declarat pentru Kanal Zero că, dacă alegerile prezidențiale din Polonia vor fi anulate ca în România, va fi necesar să „apere” rezultatul scrutinului prin proteste, dacă cineva „manipulează” rezultatele. Președintele a sugerat că Comisia Europeană a intervenit în procesul electoral din România și că încearcă să facă același lucru și în Polonia.